# Haudainville
Haudainville település Franciaországban, Meuse megyében. Lakosainak száma 933 fő (2022. január 1.). Haudainville Belleray, Belrupt-en-Verdunois, Dieue-sur-Meuse, Dugny-sur-Meuse, Sommedieue és Verdun községekkel határos.

## Népesség
A település népességének változása:
| Lakosok száma | 685  | 740  | 811  | 1003 | 948  | 963  | 952  | 941  | 935  | 933  |
|               | 1968 | 1982 | 1990 | 2006 | 2013 | 2015 | 2017 | 2019 | 2020 | 2022 |